# فصيعة
الفَصيعة (الاسم العلمي :Polystigma) هو جنس من الفطريات من فصيلة اللطخيات.